# 貝里頓 (喬治亞州)
貝里頓（英語：Berryton）是位於美國喬治亞州查圖加縣的一個非建制地區。該地的面積和人口皆未知。

## 地理
貝里頓的座標為34°27′00″N 85°23′11″W / 34.45000°N 85.38639°W，而該地的平均海拔高度為197米（即646英尺）。